# エセントゥキ

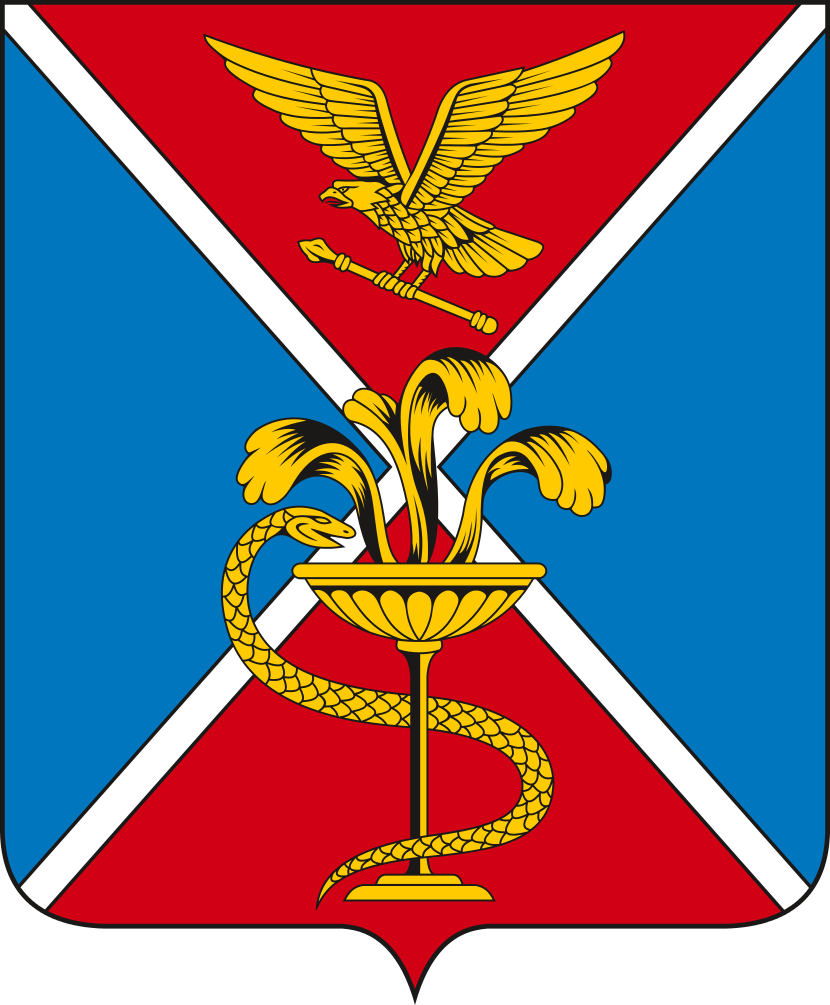
エセントゥキ市の紋章

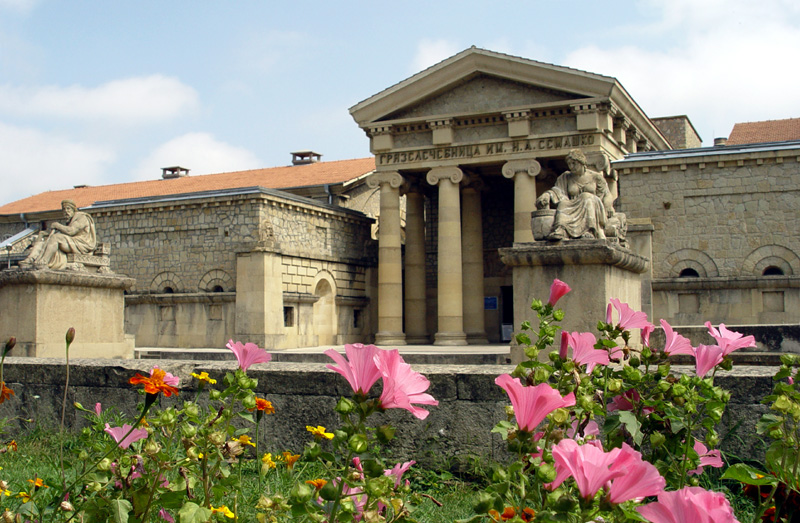
エセントゥキのマッドスパ（泥温泉）

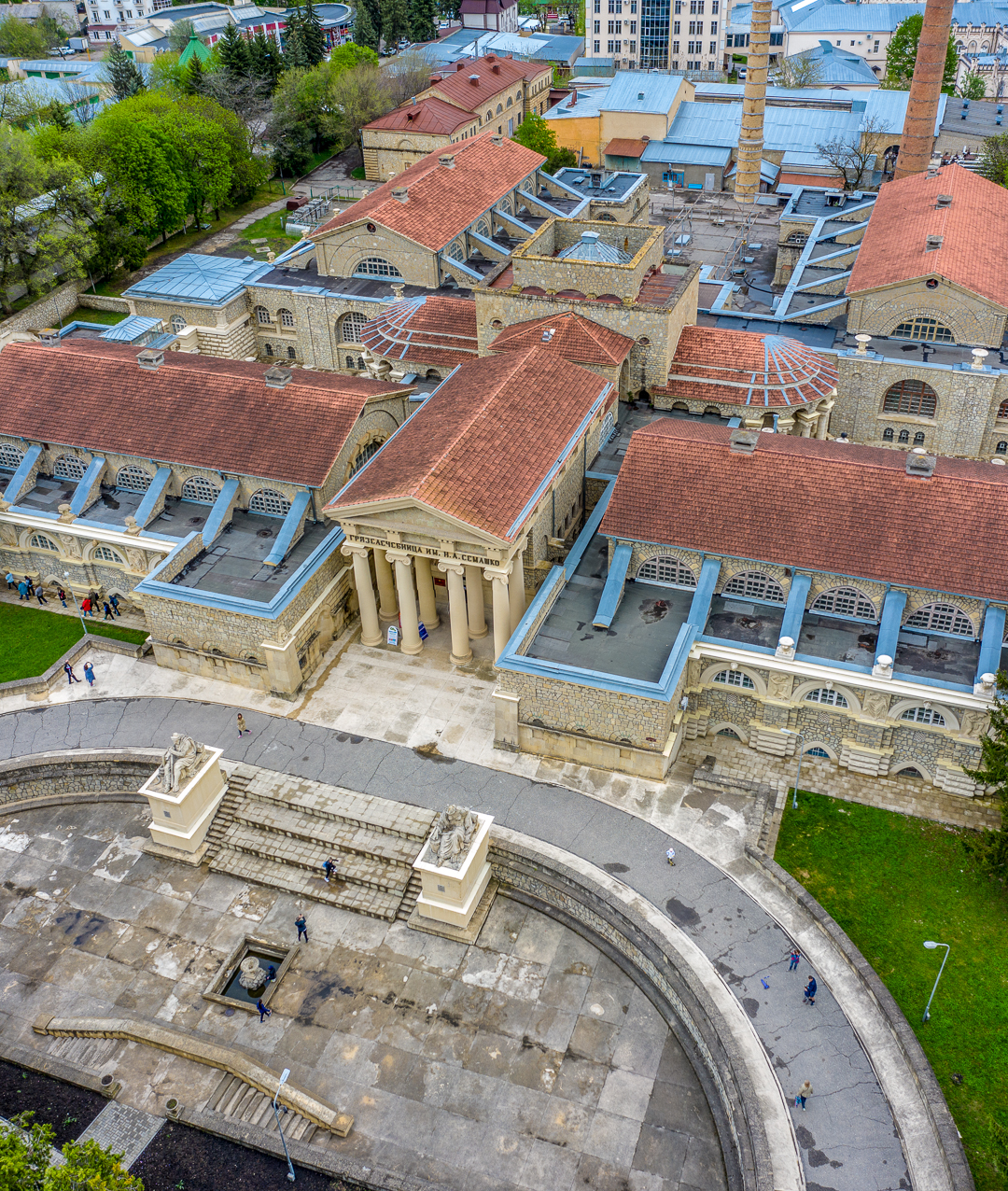
エセントゥキのマッドスパ（泥温泉）

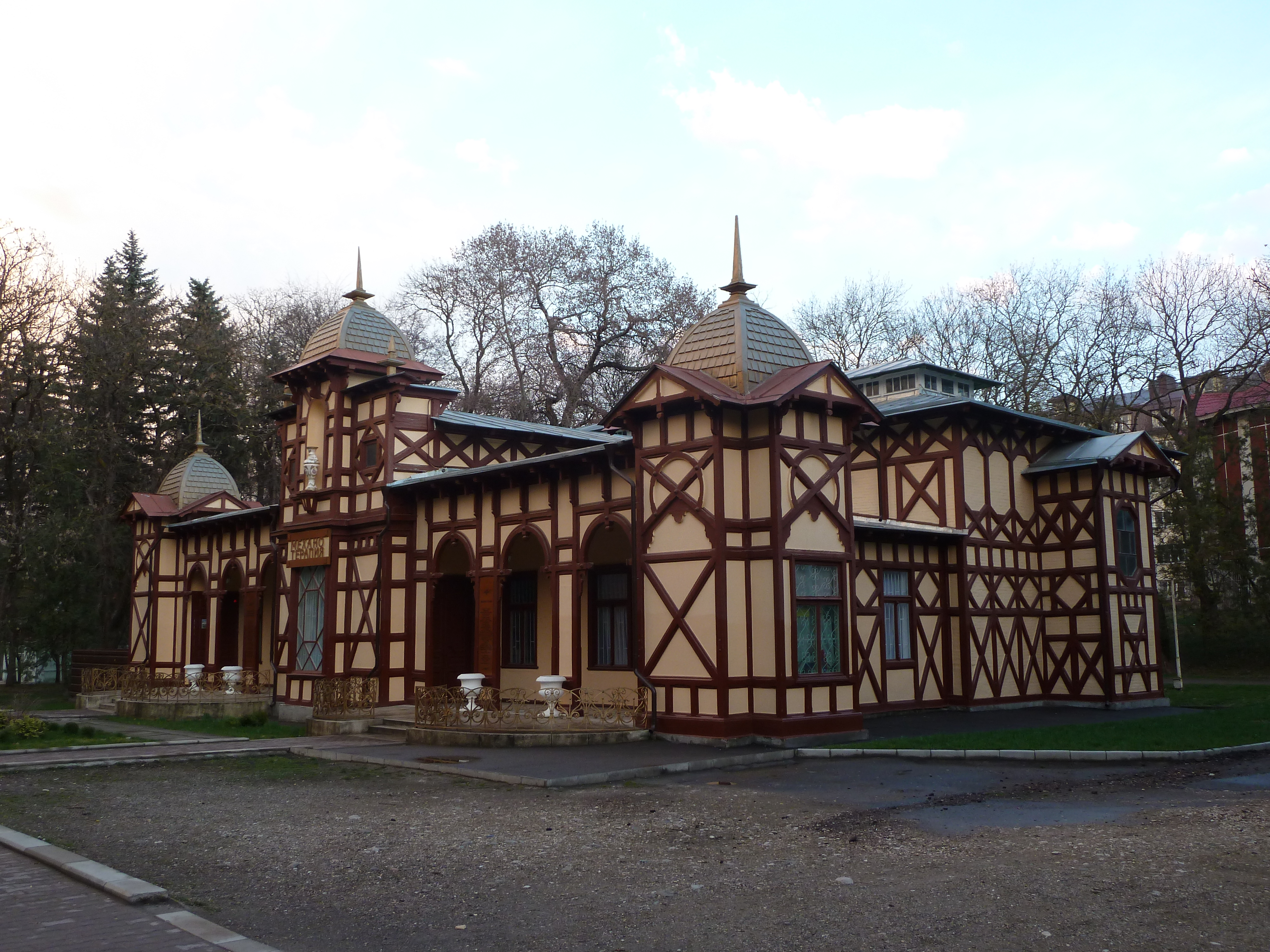
エセントゥキの療養所

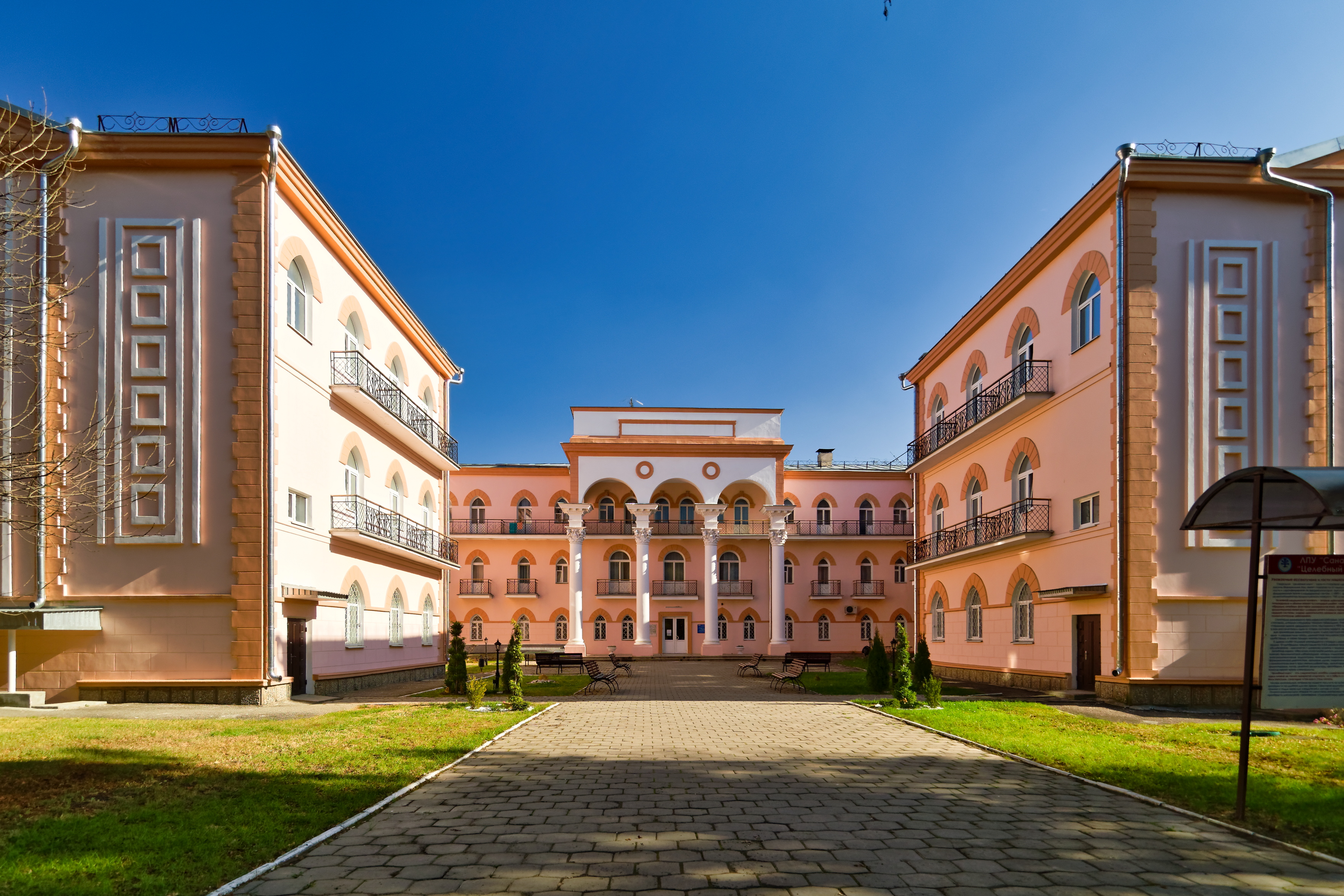
エセントゥキのサナトリウム

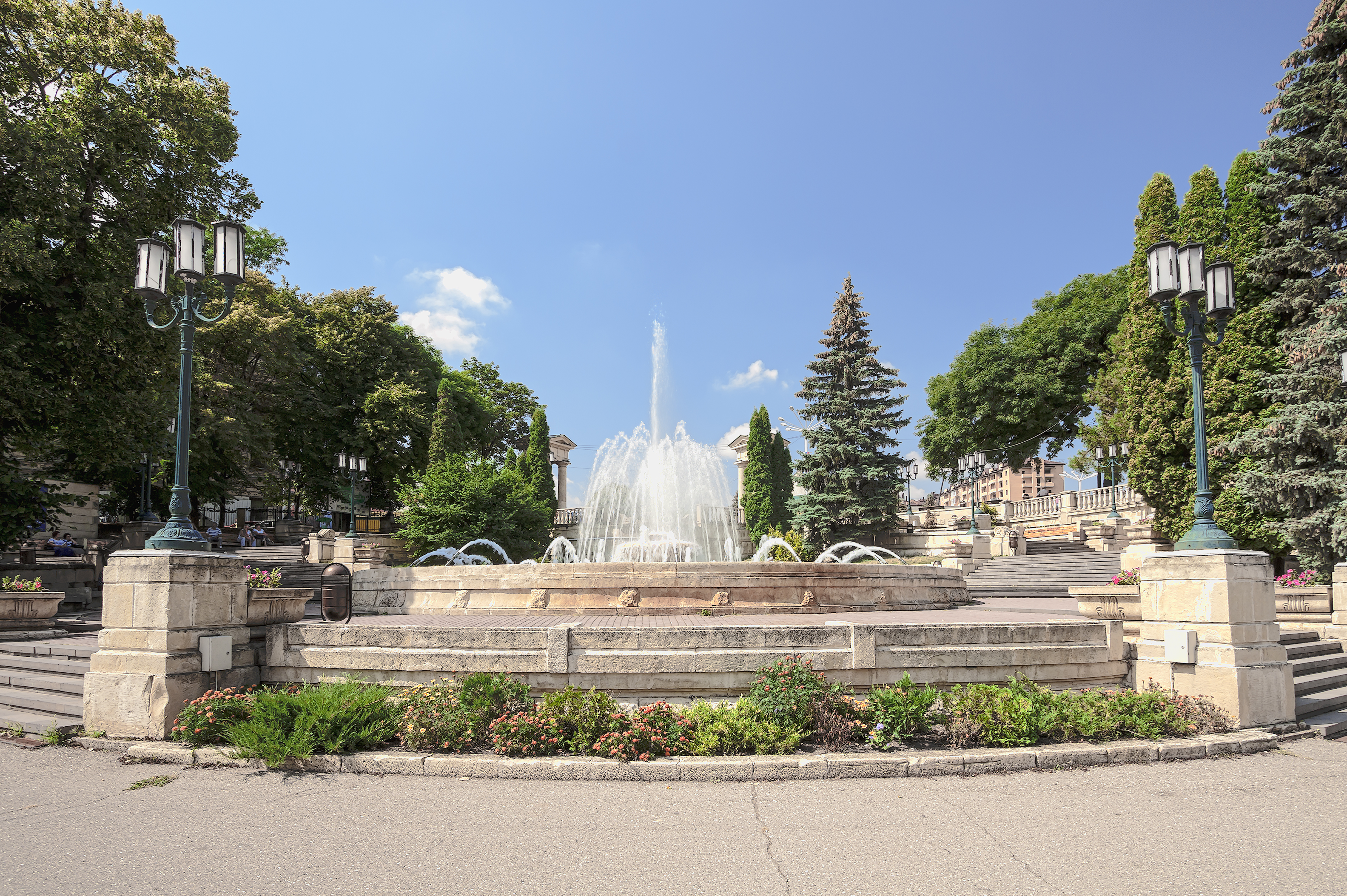
療養公園

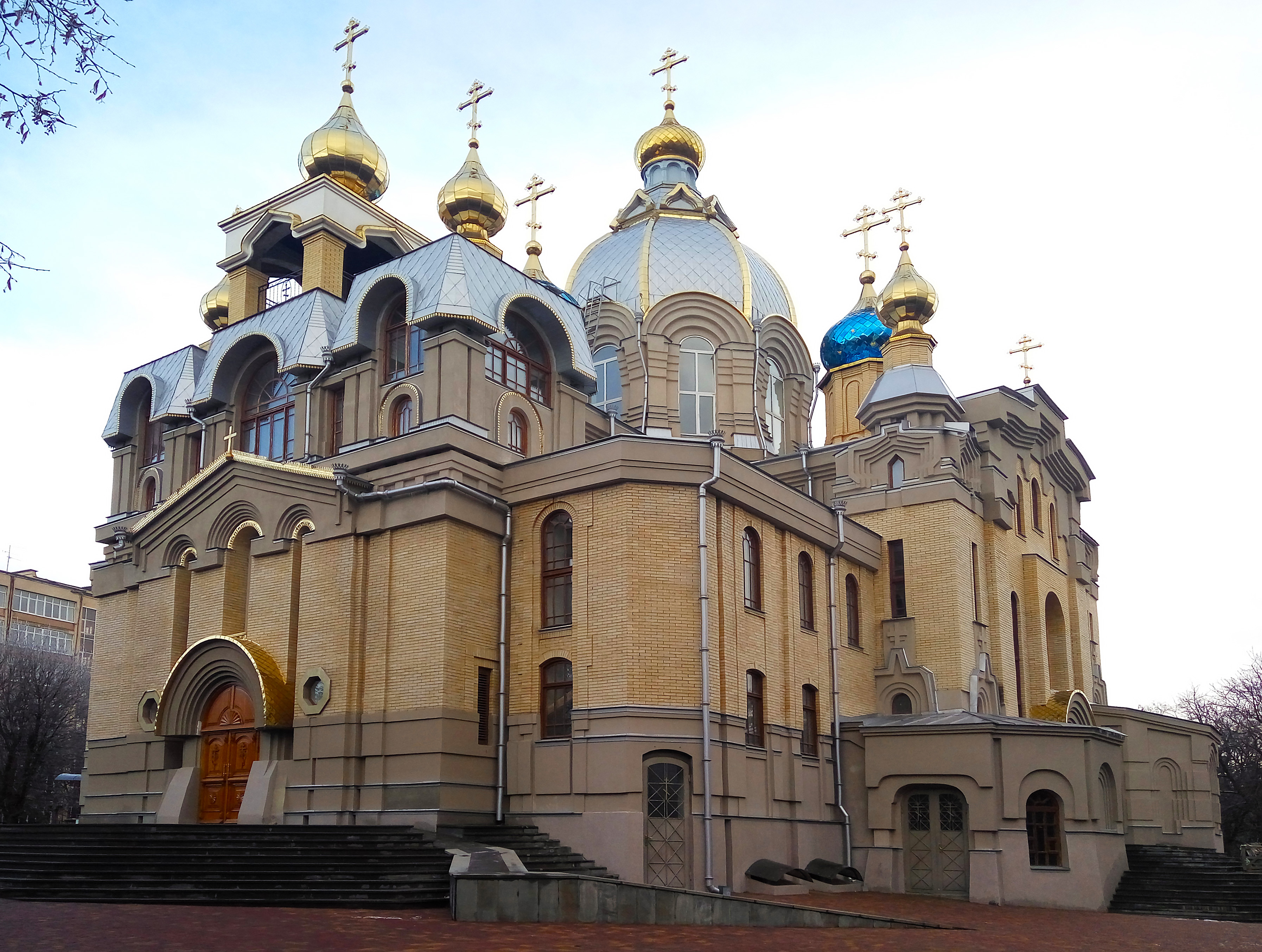
聖パンテレイモン聖堂（ソ連時代に解体され、1990年代から再建中）

エセントゥキ（エッセントゥキ、ロシア語: Ессентуки́, Yessentuki）はロシア南部のスタヴロポリ地方の都市で、カフカス山脈の北麓にある。カフカス鉱泉のスパ・リゾート都市のひとつで、鉱泉や温泉で名高い。人口は11万9658人（2021年）。
ロストフ・ナ・ドヌからバクーへ向かう鉄道上のミネラーリヌィエ・ヴォードィからキスロヴォツクへ向かう支線の駅がある。空港などのあるミネラーリヌィエ・ヴォードィからは43キロメートル南西、ピャチゴルスクからは17キロメートル西にあたる。ロシアのギリシャ文化の中心地のひとつで、人口の約1割はギリシャ系が占める。

## 歴史
エセントゥキはボリショイ・エセントゥチョク川とポドクモク川（クマ川水系）の合流点から近い場所にあり、ボリショイ・エセントゥチョク川の右岸に建つ。1798年、ロシア帝国はエセントゥキ要塞を建てたが、1803年にさらに南にキスロヴォツク要塞を建てるとエセントゥキ要塞は放棄され、コサックの集落（スタニツァ）が残った。1810年、モスクワの高名な医師であるフリードリヒ・ハース（フョードル・ガース）がこの地の鉱泉を調べ、これ以後周辺の鉱泉に対する調査が進み、スパリゾートとしての可能性が開けた。コサックの集落は要塞跡から4キロ近く北東に移転し、鉱泉のための集落へと変貌していった。1839年には最初の温泉療養所が建ち、エセントゥキの温泉は消化器の病に効くという評判が広がり始めた。カフカス総督のミハイル・セミョーノヴィチ・ヴォロンツォフはエセントゥキの集落に周囲の鉱泉地帯を併合するよう指示し、1840年代からエセントゥキの鉱泉水のロシア各地への出荷が始まった。1875年にはミネラーリヌィエ・ヴォードィ駅が開業し、さらにそこからキスロヴォツクへの支線が伸び、支線上にエセントゥキ駅が開業した。1883年には5,000人の療養客が訪れたが、1900年には13,000人に、1913年には38,600人に増えた。療養施設やホテルも多く開業した。ウラジミール・コロレンコ、アレクサンドル・クプリーン、マクシム・ゴーリキー、コンスタンチン・バリモント、セルゲイ・タネーエフ、セルゲイ・ラフマニノフ、セルゲイ・プロコフィエフ、フョードル・シャリアピン、ヴェラ・コミサルジェフスカヤ、コンスタンチン・スタニスラフスキーといった文学者や音楽家がエセントゥキを訪れている。
1917年、エセントゥキは市の地位を得たが、その後のロシア内戦でエセントゥキの温泉施設は放棄され劣化が進んだ。1920年代には施設の復旧が始まり、1922年には療養所が再開、1925年には13,000人を収容する計6つのサナトリウムが開業した。第二次世界大戦の独ソ戦では、1942年8月10日から1943年1月11日までドイツ軍に占領された。
戦後は施設の拡充が進み、20万人が療養できる規模の施設が開業した。1926年に7,000人だった人口は1959年には48,000人に、2010年には10万人を超えている。

## 鉱泉
たくさんの源泉のうち、20ほどに医療上の効果が認められている。温泉の水温は35度から46度で、ナトリウム、カルシウム、マグネシウム、硫黄などを含む。ピャチゴルスクの南東8キロメートルにあるタムブカン湖の泥も療養に用いられる。
ピャチゴルスク、キスロヴォツク、ジェレズノヴォツクとエセントゥキで、カフカース鉱泉というリゾートを構成している。その玄関口となるのはミネラーリヌィエ・ヴォードィ市だが、「鉱泉」という市名に反して、市内には鉱泉はない。

## 経済
主産業は観光や医療だが、食品産業（缶詰、乳製品、酒造、精肉）や衣服などの産業が立地する。

## 観光
現存する最古の建物は、コサック集落（スタニツァ）だった地区にある1820年代に建った聖ニコライ聖堂である。クロルトニー（グラブニー）公園はスパ公園として開発され、大きなサナトリウムが複数建つ。その北方、駅のほうには20世紀初頭に建ったヴィラが多数ある。

## 出身者
- ユークリッド・キュルジディス